# Theneuille
Theneuille ist eine französische Gemeinde mit 340 Einwohnern (Stand 1. Januar 2022) im Département Allier in der Region Auvergne-Rhône-Alpes (vor 2016 Auvergne). Sie gehört zum Arrondissement Montluçon und zum Kanton Bourbon-l’Archambault.

## Geographie
Theneuille liegt etwa 33 Kilometer nordnordöstlich von Montluçon.

### Nachbargemeinden
Umgeben ist Theneuille von den Nachbargemeinden Cérilly im Nordwesten und Norden, Couleuvre im Norden, Saint-Plaisir im Nordosten und Osten, Ygrande im Osten und Südosten, Louroux-Bourbonnais im Süden und Südwesten sowie Le Vilhain im Südwesten und Westen.

## Bevölkerungsentwicklung
| Jahr      | 1962 | 1968 | 1975 | 1982 | 1990 | 1999 | 2006 | 2011 | 2019 |
| Einwohner | 801  | 720  | 581  | 505  | 449  | 411  | 397  | 384  | 372  |

## Sehenswürdigkeiten
- Kirche Saint-Pierre aus dem 12./13. Jahrhundert, Monument historique

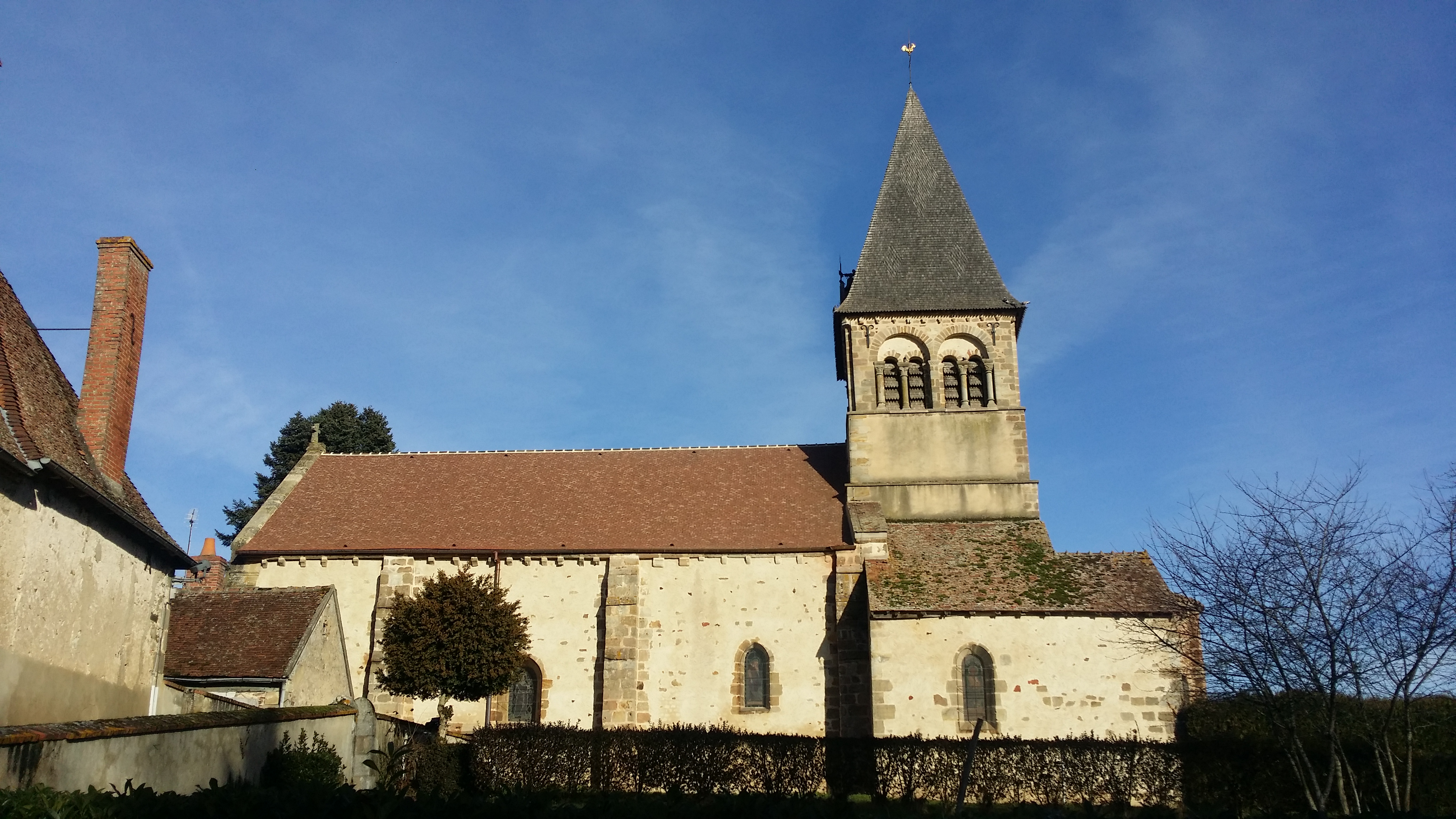
Kirche Saint-Pierre

## Persönlichkeiten
- Guillaume de Meschatin (1637–1679), Bischof von Gap (1675–1679)